# Góra Kirkpatricka
Góra Kirkpatricka (ang. Mount Kirkpatrick) - drugi pod względem wysokości szczyt górski na Antarktydzie, w paśmie Gór Królowej Aleksandry. Najwyższy szczyt Gór Transantarktycznych. Jego wysokość wynosi 4528 m n.p.m.
Szczyt został odkryty podczas brytyjskiej ekspedycji antarktycznej (1907-09) i został nazwany na cześć szkockiego przedsiębiorcy Kirkpatricka, który wspierał finansowo wyprawę. 
Wierzchołek góry jest wolny od lodu. Jest to jednocześnie jedno z miejsc na Antarktydzie, gdzie znaleziono najwięcej skamieniałości zwierząt z okresu, gdy Antarktyda była wolna od lądolodu. Odkryto tu wiele pozostałości dinozaurów, m.in. kości Cryolophosaurus ellioti, który był pierwszym nazwanym "antarktycznym" dinozaurem.